# 永井克孝
永井 克孝（ながい よしたか、1931年〈昭和6年〉9月7日 - 2014年〈平成26年〉6月23日）は、日本の生化学者。理学博士、医学博士。東京大学名誉教授、理化学研究所名誉研究員。専門は糖鎖生物学。妻は国文学者の永井和子。

## 略歴
新潟県新潟市出身。1950年（昭和25年）3月に新潟高等学校を卒業、4月に東京大学に入学、木村雄吉と前田護郎に師事、1954年（昭和29年）3月に東京大学教養学部教養学科を卒業。
1958年（昭和33年）4月に東京大学伝染病研究所助手に就任、山川民夫に師事、1963年（昭和38年）4月に東京大学教養学部助手に就任、12月に東京大学から理学博士号を取得。
1966年（昭和41年）4月に東京大学教養学部助教授に就任、1968年（昭和43年）4月に東京大学医科学研究所細胞化学研究部助教授に就任、1974年（昭和49年）4月に東京都老人総合研究所生化学部部長に就任。
1977年（昭和52年）1月に東京大学から医学博士号を取得、1979年（昭和54年）4月に東京大学医科学研究所癌細胞学研究部教授に就任、1981年（昭和56年）5月に東京大学医学部生化学第二講座教授に就任。
1984年（昭和59年）4月に新潟大学脳研究所客員教授に就任、1991年（平成3年）4月に東京都臨床医学総合研究所所長に就任、10月に理化学研究所 国際フロンティア研究システム 糖鎖機能研究グループ ディレクターに就任。
1992年（平成4年）6月に東京大学名誉教授の称号を受称、1995年（平成7年）4月に三菱化学生命科学研究所取締役所長に就任。1998年（平成10年）3月に理化学研究所 国際フロンティア研究システム システム長に就任。
1999年（平成11年）10月に理化学研究所 国際フロンティア研究システム アドバイザーに就任。2000年（平成12年）4月に理化学研究所 研究顧問に就任、2004年（平成16年）4月に三菱化学生命科学研究所顧問に就任。
2014年（平成26年）6月23日午後9時に東京都内の病院で肺炎のため死去、82歳没。葬儀・告別式は近親者で行った。

## 業績
糖脂質の生理活性に関する研究や、糖鎖を介した細胞外リン酸化酵素の発見などで、細胞生物学に大きな影響をもたらし、世界における糖鎖生物学のリーダーの一人となった。

## 表彰

### 栄典・賞
- 1988年（昭和63年）6月17日 - 藤原賞「生理活性ガングリオシドの研究」[8]
- 1994年（平成06年）11月3日 - 紫綬褒章[9]
- 2002年（平成14年）11月3日 - 勲三等旭日中綬章[10]
- 2014年（平成26年）6月23日 - 従四位[11]

### 称号
- 東京大学名誉教授
- 理化学研究所名誉研究員
- 日本生化学会名誉会員
- 日本基礎老化学会名誉会員
- 日本神経化学会名誉会員
- 日本神経免疫学会名誉会員
- 日本糖質学会名誉会員
- 日本脂質生化学会名誉会員
- 米国生化学分子生物学会（en:American Society for Biochemistry and Molecular Biology）名誉会員[12]

## 著作物

### 著書
- 『脂質』野島庄七[共著]、朝倉書店〈医学・生物学のための有機化学 4〉、1969年。

### 編書
- 『生化学ハンドブック』井村伸正・大島泰郎・黒川正則・三浦謹一郎・水島昭二[共編]、丸善、1984年。
- 『続生化学実験講座 第5巻 免疫生化学研究法』大沢利昭[共編]、東京化学同人、1986年。
- 『レセプターの化学』野沢義則・林恭三[共編]、化学同人〈化学増刊 110〉、1987年。
- 『新生化学実験講座 第3巻 脂質I 糖タンパク質（上）』鈴木旺・山科郁男・大沢利昭・木幡陽[共編]、東京化学同人、1990年。
- 『新生化学実験講座 第4巻 脂質III 糖脂質』牧田章・脊山洋右[共編]、東京化学同人、1990年。
- 『新生化学実験講座 第3巻 脂質I 糖タンパク質（下）』鈴木旺・山科郁男・大沢利昭・木幡陽[共編]、東京化学同人、1990年。
- 『新生化学実験講座 第3巻 脂質II プロテオグリカンとグリコサミノグリカン』鈴木旺・山科郁男・大沢利昭・木幡陽[共編]、東京化学同人、1991年。
- 『生命-「もの」と「かたち」』木村雄吉[著]、金子務[共編]、学会出版センター、1991年。
- 『グリコバイオロジーシリーズ 1: 糖鎖の多様な世界』木幡陽・箱守仙一郎[共編]、講談社、1993年。
- 『グリコバイオロジーシリーズ 2: 糖鎖の細胞における運命』木幡陽・箱守仙一郎[共編]、講談社、1993年。
- 『グリコバイオロジーシリーズ 3: 細胞社会のグリコバイオロジー』木幡陽・箱守仙一郎[共編]、講談社、1993年。
- 『グリコバイオロジーシリーズ 6: グリコパソロジー』木幡陽・箱守仙一郎[共編]、講談社、1993年。
- 『グリコバイオロジーシリーズ 5: グリコテクノロジー』木幡陽・箱守仙一郎[共編]、講談社、1994年。
- 『グリコバイオロジーシリーズ 4: グリコジーンとその世界』木幡陽・箱守仙一郎[共編]、講談社、1994年。
- 『糖鎖 I. 糖鎖と生命』東京化学同人、1994年。
- 『糖鎖 II. 糖鎖と病態』東京化学同人、1994年。
- 『糖鎖 III. 糖鎖の分子設計』東京化学同人、1994年。
- 『生命のかたち 木村雄吉の学問と思策』木村雄吉・ほか[著]、金子務[共編]、学会出版センター〈人と学問選書〉、2004年。

### 監修書
- 『未来を拓く 糖鎖科学』川嵜敏祐・伊藤幸成・木曽真・鈴木明身・谷口直之・成松久・長谷純宏・古川鋼一・小川智也・楠本正一[編]、金芳堂、2005年。

### 論文
- CiNii収録論文 - CiNii